# Tony Fernández
Tony Fernández (30 de junho de 1962 – 16 de fevereiro de 2020) foi um beisebolista da República Dominicana.

## Carreira
Fernández foi campeão da World Series 1993 jogando pelo Toronto Blue Jays. Na série de partidas decisiva, sua equipe venceu o Philadelphia Phillies por 4 jogos a 2.

## Morte
Morreu no dia 16 de fevereiro de 2020, aos 57 anos, em decorrência de complicações da doença do rim policístico.